# Malicorne (Yonne)
Malicorne (früher auch Malicorne-en-Puisaye) ist eine Commune déléguée in der französischen Gemeinde Charny Orée de Puisaye mit 167 Einwohnern (Stand: 1. Januar 2022) im Département Yonne in der Region Bourgogne-Franche-Comté. Sie liegt am Fluss Branlin.
Von 1996 bis 2014 gehörte Malicorne zur Communauté de communes de la Région de Charny.
Die Gemeinde Malicorne wurde am 1. Januar 2016 mit 13 weiteren Gemeinden, namentlich Chambeugle, Charny, Chêne-Arnoult, Chevillon, Dicy, Fontenouilles, Grandchamp, Marchais-Beton, Perreux, Prunoy, Saint-Denis-sur-Ouanne, Saint-Martin-sur-Ouanne, Villefranche zur Commune nouvelle Charny Orée de Puisaye zusammengeschlossen. Die Gemeinde Malicorne gehörte zum Arrondissement Auxerre und zum Kanton Charny.

## Bevölkerungsentwicklung
- 1962: 169
- 1968: 214
- 1975: 202
- 1982: 196
- 1990: 190
- 1999: 183

## Persönlichkeiten
- Hubert Reeves, Astrophysiker, der Malicorne 1990 durch sein gleichnamiges Buch bekannt machte.